# 1084 Tamariwa
1084 Tamariwa là một tiểu hành tinh bay quanh Mặt Trời. Ban đầu nó có tên là 1926 CC. The numerical designation indicates this was the 1084th asteroid discovered.